# Walkabout
"Walkabout" er det fjerde afsnit af Lost. Det er det fjerde afsnit af seriens første sæson. Afsnittet blev instrueret af Jack Bender og skrevet af David Fury. Det blev udsendt første gang 13. oktober 2004 på ABC. Karakteren John Locke vises i afsnittets flashbacks.

## Plot
Da vildsvin går på rov i flyvraget bestemmer Jack at det må afbrændes. Fire dage efter styrtet finder de overlevende ud af, at deres madrationer er sluppet op, og de tænker over hvad de må gøre. John Locke (Lost) afslører de mange jagtknive han ejer og foreslår, at de bør jagte vildsvin i junglen, og han, Kate og Michael tager af sted for at gøre netop det. Michael sætter Sun til at kigge efter Walt indtil han vender tilbage. Sayid giver Kate transceiveren og beder hende om at finde et signal.
I et flashback er Locke på arbejde i en kontorbygning, hvor han spiller et spil Risk i sin frokostpause. Hans chef, Randy, driller ham da han finder ud af, at Locke skal på en australsk walkabout, og siger, at der er ting, Locke ikke kan gøre i sin tilstand. "Fortæl mig ikke, hvad jeg ikke kan gøre," svarer Locke vredt.
Hjemme i sin et-værelseslejlighed taler Locke med en kvinde, der hedder Helen på telefonen og fortæller hende om sin chance for en walkabout. Han inviterer hende med på walkabouten, men hun afslår og siger, at hun aldrig møder kunder. Hun fortæller derefter Locke at en fortsættelse af samtalen vil betyde betaling for endnu en time, men at han ikke "har råd til det". Han siger, at han er ligeglad med penge, men hun lægger på. Locke lægger vredt på.
Michael bliver såret og Locke væltes mens han jager, mens Kate eskorterer Michael til stranden og Locke fortsætter (efter at have haft en mærkelig episode hvor hans ben tilsyneladende bliver følelsesløse). På vejen kravler Kate op i et træ for at bruge transceiveren, men da hun ser monsteret taber hun den, og transceiveren går i stykker. Locke har et tæt møde med monsteret. I stedet for at løbe væk fra det bliver han dog stående.
På stranden redder de overlevende forsyninger ud af vraget. Claire vælger at holde en mindegudstjeneste for de afdøde passagerer. Boone foreslår at Jack snakker med Rose, der har været distanceret siden deres ankomst på øen. Rose fortæller Jack at hendes mand, der var i flyets halesektion da det styrtede ned, stadig er i live. Michael og Kate vender tilbage til lejren. Sayid er sur over, at Kate ødelagde transceiveren. Da hun går til Jack for at fortælle ham om Locke ser Jack en mand i jakkesæt gå ind i junglen. Jack jagter ham og Kate følger efter. De finder Locke dækket med blod med et dødt vildsvin.
Før mindegudstjenesten tager Charlie et skud heroin; hans lager er ved at være tømt. jack er ikke i gruppen. Michael, der står ved siden af Locke spørger, om han så noget i junglen. Locke svarer blot "nej".
I et flashback er Locke i Australien hvor han taler med en af lederne på walkabouten. Han nægter at lade Locke komme med på turen på grund af hans tilstand, der er for stor en risiko for forsikringsselskabet. Da manden rejser sig op for at gå bliver det chokerende afsløret, at Locke sidder i kørestol. I et flashback to minutter efter styrtet ligger Locke på sin ryg i sandet. Han vrikker med tæerne, og rejser sig langsomt og klodset op da Jack spørger ham om hjælp til at redde manden under vraget.
Scenen skifter tilbage til nutid under mindegudstjenesten. Kameraet fokuserer på Locke, der stirrer på sin kørestol, hvor han har spenderet fire år. Han smiler mens ilden brænder, og afsnittet slutter.

## Præmieringer
David Fury blev nomineret til en Emmy for godt skrivearbejde på en dramaserie for dette afsnit.